# Ivan Hrdlička
Ivan Hrdlička, né le 20 novembre 1943 à Bratislava à l'époque en Tchécoslovaquie et aujourd'hui en Slovaquie, est un joueur de football slovaque (international tchécoslovaque) qui évoluait au poste de milieu de terrain, avant de devenir ensuite entraîneur.

## Biographie

### Carrière de joueur

#### Carrière en club
Avec le club du Slovan Bratislava, il remporte un championnat de Tchécoslovaquie, deux Coupes de Tchécoslovaquie, et surtout une Coupe d'Europe des vainqueurs de coupes, gagnée face au FC Barcelone. Il est titulaire lors de la finale remportée face au club catalan.
Il dispute trois matchs en Coupe d'Europe des clubs champions lors de la saison 1970-1971.

#### Carrière en sélection
Avec l'équipe de Tchécoslovaquie, il joue 17 matchs et inscrit 2 buts entre 1964 et 1971. 
Il joue son premier match en équipe nationale le 13 septembre 1964 en amical contre la Pologne, et son dernier le 14 novembre 1971, contre la Roumanie, dans le cadre des éliminatoires de l'euro 1972.
Il inscrit son premier but en sélection en amical contre les Pays-Bas le 6 novembre 1966. Il inscrit un second but face à l'Autriche le 12 avril 1970, une nouvelle fois lors d'un match amical.
Il figure dans le groupe des sélectionnés lors de la Coupe du monde de 1970. Lors du mondial organisé au Mexique, il joue un match contre le Brésil.

## Palmarès
Slovan Bratislava
| - Championnat de Tchécoslovaquie (1) : - Champion : 1969-70. - Vice-champion : 1963-64, 1966-67, 1967-68, 1968-69 et 1971-72. - Coupe de Tchécoslovaquie (2) : - Vainqueur : 1962-63 et 1967-68. - Finaliste : 1964-65, 1969-70 et 1971-72. |  | - Coupe d'Europe des vainqueurs de coupes (1) : - Vainqueur : 1968-69. |